# ایمره هودوش
ایمره هودوش (انگلیسی: Imre Hódos; ۱۰ ژانویهٔ ۱۹۲۸ – ۲۳ آوریل ۱۹۸۹) کشتی‌گیر اهل مجارستان بود.
وی در بازی‌های المپیک تابستانی ۱۹۵۲ در خروس‌وزن کشتی فرنگی به مدال طلا دست یافت.